# Вістова (заказник)
Вістова́ — ботанічний заказник місцевого значення в Україні. Розташований у межах Калуського району Івано-Франківської області, на південний захід від села Вістова.
Площа 27,5 га. Статус присвоєно згідно з рішенням обласної ради народних депутатів від 15.07.1993 року, із змінами у площі згідно з рішенням обласної ради від 17.01.2008 року № 490-18/2008. Перебуває у віданні ДП «Калуський держлісгосп» (Калуське л-во, кв. 31, вид. 1, 2, 3, 5).
Статус присвоєно для збереження частини дубово-букового лісового масиву, який має ознаки пралісу, а також популяцій цінних рослин: цибуля ведмежа, лілія лісова, білоцвіт весняний, хвощ великий.